# Beelzebufo ampinga
Beelzebufo ampinga és una espècie extinta d'anur de la família Ceratophryidae particularment gran; podia mesurar 41 cm i pesava 4,5 kg.
Quan la troballa va sortir a la llum els mitjans de comunicació la van anomenar «granota dimoni», «gripau dimoni», i «granota infernal». Les restes fòssils de Beelzebufo s'han recuperat dels estrats de la formació de Maevarano a Madagascar, que daten del període Cretaci, de fa uns 70 milions d'anys.